# Lichtekooi
Een lichtekooi is een wat oudere benaming voor een vrouw van lichte zeden, oftewel een prostituee. De herkomst van het woord is onzeker; er zijn verscheidene verklaringen geopperd. Daarbij wordt wel naar scheepsterminologie verwezen, en het is zelfs mogelijk dat de samenstelling lichtekooi in haar geheel een zeemansterm is. Deze hypothese wordt versterkt door de overweging dat de prostitutie voorheen met name in havensteden welig tierde; maar zeker is zij niet, en er zijn ook andere verklaringen voor het woord.
- De ene verklaring gaat uit van licht in een betekenis "gemakkelijk".

Vergelijk zinnen als: "Dat zullen we niet licht vergeten."
In die verklaring betekent kooi: "bed" (op een schip), zoals we dat ook nu nog in de scheepsterminologie tegenkomen. 
In een klaagzang op de dood van prins Maurits schreef Constantijn Huygens:
Mauringh was te kooi gekropen
En de endeloze slaap
Had zijn wakker oog beslopen
En hem, leeuw gemaakt tot schaap.
(Bedoeld wordt dat Maurits zich op zijn [sterf]bed heeft teruggetrokken, en is ontslapen.)
De lichtekooi zou dan iemand zijn die gemakkelijk in  bed te krijgen is.
- Een andere verklaring wordt in DBNL gegeven. Nu zou kooi een leenwoord zijn, en teruggaan op het Franse cul (vulgair voor "kont"), dat dan door een volksetymologie is verbasterd tot het Nederlandse woord. In deze opvatting is licht géén bijvoeglijk naamwoord, maar een zelfstandig naamwoord met werkwoordelijke strekking: het zou verband houden met "(op)lichten" in de zin van "opheffen". De lichtekooi schudt dan veel met haar achterste, of heft het: zij "licht haar kooi".

Doordat licht eigenlijk niet één betekenis maar verschillende betekenissen kent, kan er vervolgens ook nog verwarring ontstaan zijn. In een later stadium zou het woorddeel in deze samenstelling toch weer zijn opgevat als "niet zwaar", dus zo ongeveer: "veil, gemakkelijk van lichaam".

## Boektitels
Het toneelstuk van Jean-Paul Sartre La Putain respectueuse (1946) is in het Nederlands vertaald als De eerbiedige lichtekooi. 
Art & Lies. A piece for three voices and a bawd (1994) van Jeanette Winterson werd in het Nederlands vertaald als Kunst & Leugens. Compositie voor drie stemmen en een lichtekooi.
De historische roman Slammerkin (2000) van Emma Donoghue, over een achttiende-eeuwse prostituee, kreeg in Nederlandse vertaling de titel Lichtekooi.